# Nazionale olimpica di calcio dell'Uzbekistan
La nazionale olimpica uzbeka di calcio è la rappresentativa calcistica dell'Uzbekistan che rappresenta l'omonimo stato ai giochi olimpici.

## Storia
Il 2 maggio 2024 l'Uzbekistan under-23 ha battuto l'Indonesia nella semifinale della Coppa d'Asia AFC Under-23 2024 e si è qualificato per la prima volta nella sua storia alle Olimpiadi.

## Statistiche dettagliate sui tornei internazionali

### Giochi olimpici
La FIFA considera che, fino al 1948, ai Giochi Olimpici abbiano partecipato le nazionali maggiori.
| Anno | Luogo          | Piazzamento        | V | N | P | Gol |
| ---- | -------------- | ------------------ | - | - | - | --- |
| 1992 | Barcellona     | Non membro del COI | - | - | - | -   |
| 1996 | Atlanta        | Non partecipante   | - | - | - | -   |
| 2000 | Sydney         | Non qualificata    | - | - | - | -   |
| 2004 | Atene          | Non qualificata    | - | - | - | -   |
| 2008 | Pechino        | Non qualificata    | - | - | - | -   |
| 2012 | Londra         | Non qualificata    | - | - | - | -   |
| 2016 | Rio de Janeiro | Non qualificata    | - | - | - | -   |
| 2020 | Tokyo          | Non qualificata    | - | - | - | -   |
| 2024 | Parigi         | Primo turno        | 0 | 1 | 2 | 2:4 |

## Tutte le rose

### Giochi olimpici
Calcio ai Giochi Olimpici Estivi 20241 Ne'matov, 2 Mirsaidov, 3 Khusanov, 4 Aliqulov, 5 Hamroliyev, 6 Yo'ldoshev, 7 Fayzullayev, 8 Jiyanov, 9 Norchayev, 10 Jaloliddinov, 11 O'runov, 12 Nazarov, 13 Abdurahmatov, 14 Shomurodov, 15 Rahmonaliyev, 16 Rahimjonov, 17 Xolmatov, 18 Bo'riyev, 19 Ibrohimov, 20 Odilov, 21 Askarov, 22 Abdunabiev, CT: Kapadze